# 見富拓哉
見富 拓哉（みとみ たくや）は、日本の漫画家、イラストレータ。神奈川県出身。かつては個人サークル「彼岸泥棒」の名称にて同人活動を行っていた。

## 略歴
2010年1月、作品「理科室の雪」で『月刊IKKI』の第41回「イキマン」を受賞。
同年2月より『QuickJapan』88号-90号にて、「Bのてほどき」を短期集中連載。
同年8月発行の『しそちず!』#6より、「ゆうとねおのコンテク!」を連載。
同年10月に『電撃大王GENESIS』2010 AUTUMNにて、読み切り漫画「双子座は最下位」を掲載。
『月刊IKKI』2012年1月号より、ライトノベル『人類は衰退しました』のコミカライズ作品を連載。
2013年6月、『アオハルオンライン』にて「世界は制服でできている」の3話連続連載を開始するも、未完に終わる。
2014年以降、会社勤めしながら「けむほこ」名義で「アイカツ!」を題材とした二次創作同人を中心に活動している。

## 漫画以外の活動
- グループ展『破滅ラウンジ』（NANZUKA UNDERGROUND　2010年5月）[16]
- グループ展『藤城嘘 個展　モスト ポダン』（ビリケンギャラリー　2010年8,9月）[17][18]
- 音楽ユニット・スカートのCD『ストーリー』（ジャケットイラスト、2011年12月15日発売）[19]
- 第3世代のVOCALOIDのPVである「日本橋高架下R計画」で絵コンテを担当[2]。
- 演劇ユニット「女の子には内緒」の公演チラシ『手のひらコロニー』イラスト[20]